# Norbert Hackbusch

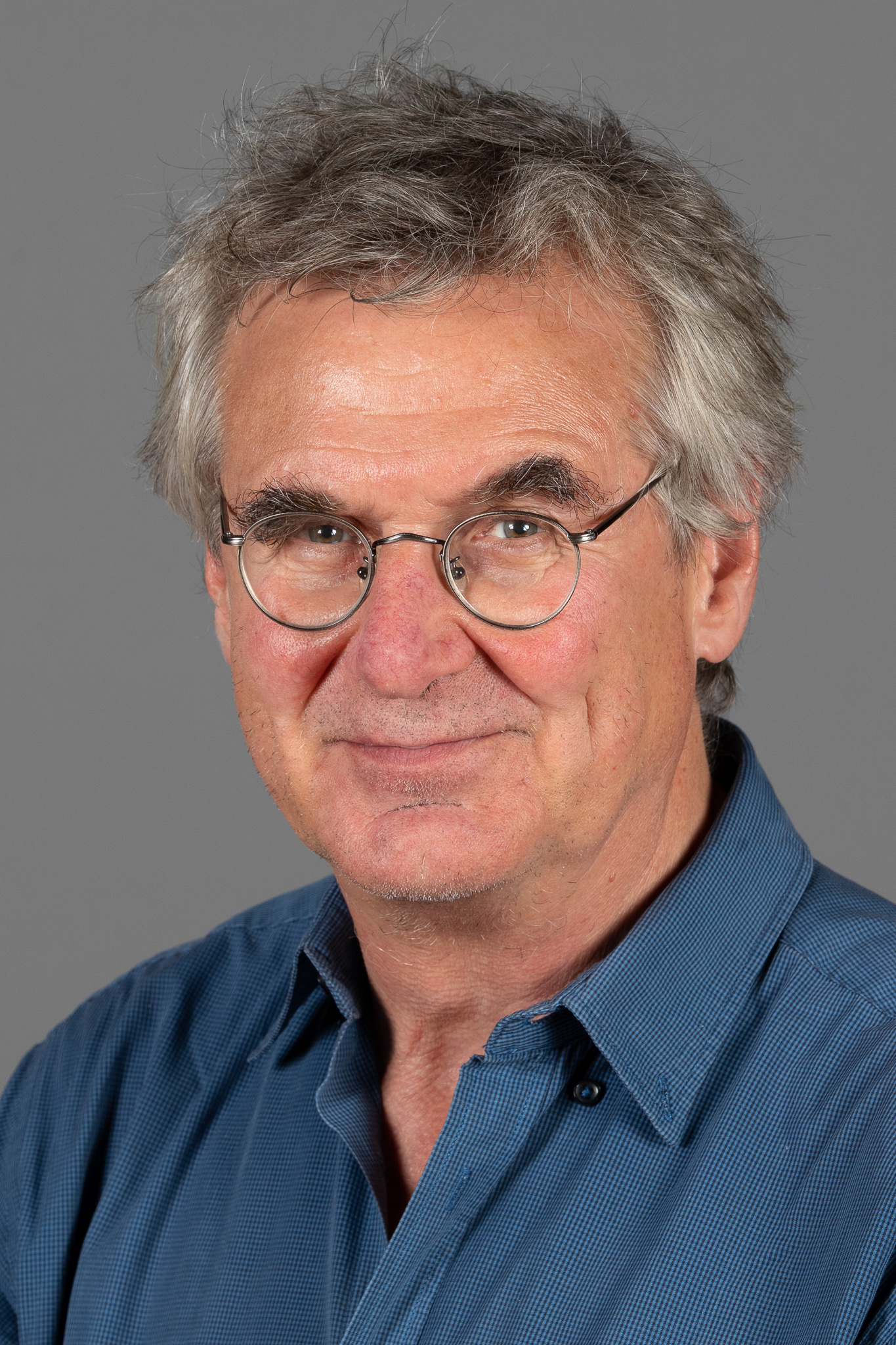
Norbert Hackbusch, 2018

Norbert Hackbusch  (* 17. Januar 1955 in Hamburg) ist ein deutscher Politiker (Die Linke, zuvor GAL). Er war von 1993 bis 2001 sowie von 2008 bis 2025 Mitglied der Hamburgischen Bürgerschaft.

## Leben
Hackbusch wuchs als Sohn eines Werftarbeiters in Hamburg-Neuenfelde auf. Er besuchte die Realschule in Hamburg-Hausbruch und machte sein Abitur auf dem Wirtschaftsgymnasium Am Lämmermarkt. Anschließend belegte er an der Universität Hamburg ein Studium der Geografie, Volkswirtschaftslehre und Pädagogik. Hackbusch war bereits in der Jugend politisch engagiert. Er beteiligte sich an der Protestbewegung gegen den Vietnamkrieg, in der Anti-Atomkraft-Bewegung sowie in der Friedensbewegung. Politisch war er zu dieser Zeit in der Gruppe Internationale Marxisten (GIM) aktiv, 1984 schloss er sich der Grün-Alternativen Liste (GAL) an.
1993 zog Hackbusch erstmals für die GAL in die Hamburgische Bürgerschaft als Abgeordneter ein. Er saß für seine Fraktion unter anderem im Haushaltsausschuss. Er verließ die GAL im Mai 1999 zusammen mit Susanne Uhl, Heike Sudmann, Lutz Jobs und Julia Koppke aus Protest gegen die deutsche Beteiligung am Kosovokrieg. Zusammen gründeten die ehemaligen GAL-Abgeordneten, die ihr Bürgerschaftsmandat behielten, die parlamentarische Gruppe Regenbogen, aus der später die Wählervereinigung Regenbogen – Für eine neue Linke entstand. 
Nach dem Scheitern an der Fünf-Prozent-Hürde bei den Bürgerschaftswahlen 2001 und 2004 wandte sich Hackbusch der neu gegründeten WASG zu. Die Fusion mit der PDS zur Partei Die Linke sah der Politiker kritisch: „Es gibt zwei große Probleme: Erstens müssen wir aufpassen wie Hölle, dass wir nicht von der gut organisierten PDS geschluckt werden. Zweitens gibt es bei der West-PDS zum Teil sektenartige Strukturen.“
Zur Bürgerschaftswahl 2008 kandidierte Hackbusch im Wahlkreis Altona für Die Linke als Direktkandidat und auf Platz 8 der Landesliste für die Bürgerschaft. Da auf die Linkspartei im Wahlkreis Altona 10,3 % der Stimmen entfielen, gehört er ab 2008 wieder der Bürgerschaft als direkt gewählter Abgeordneter an. Er konnte als Direktkandidat für die Bürgerschaft 5.547 Stimmen auf sich vereinigen und war damit der Linke mit den meisten persönlichen Stimmen. 2011, 2015 und 2020 wurde er erneut in die Bürgerschaft gewählt.
Zur Bürgerschaftswahl in Hamburg 2025 trat Hackbusch nicht wieder an; stattdessen kandidierte bei der Bundestagswahl 2025 im Bundestagswahlkreis Hamburg-Altona. Er verfehlte den Einzug in den Bundestag.
Hackbusch arbeitete im Verlagshaus Gruner + Jahr als Leiter der Dokumentation.